# Hôtel Terrier de Santans (Besançon)

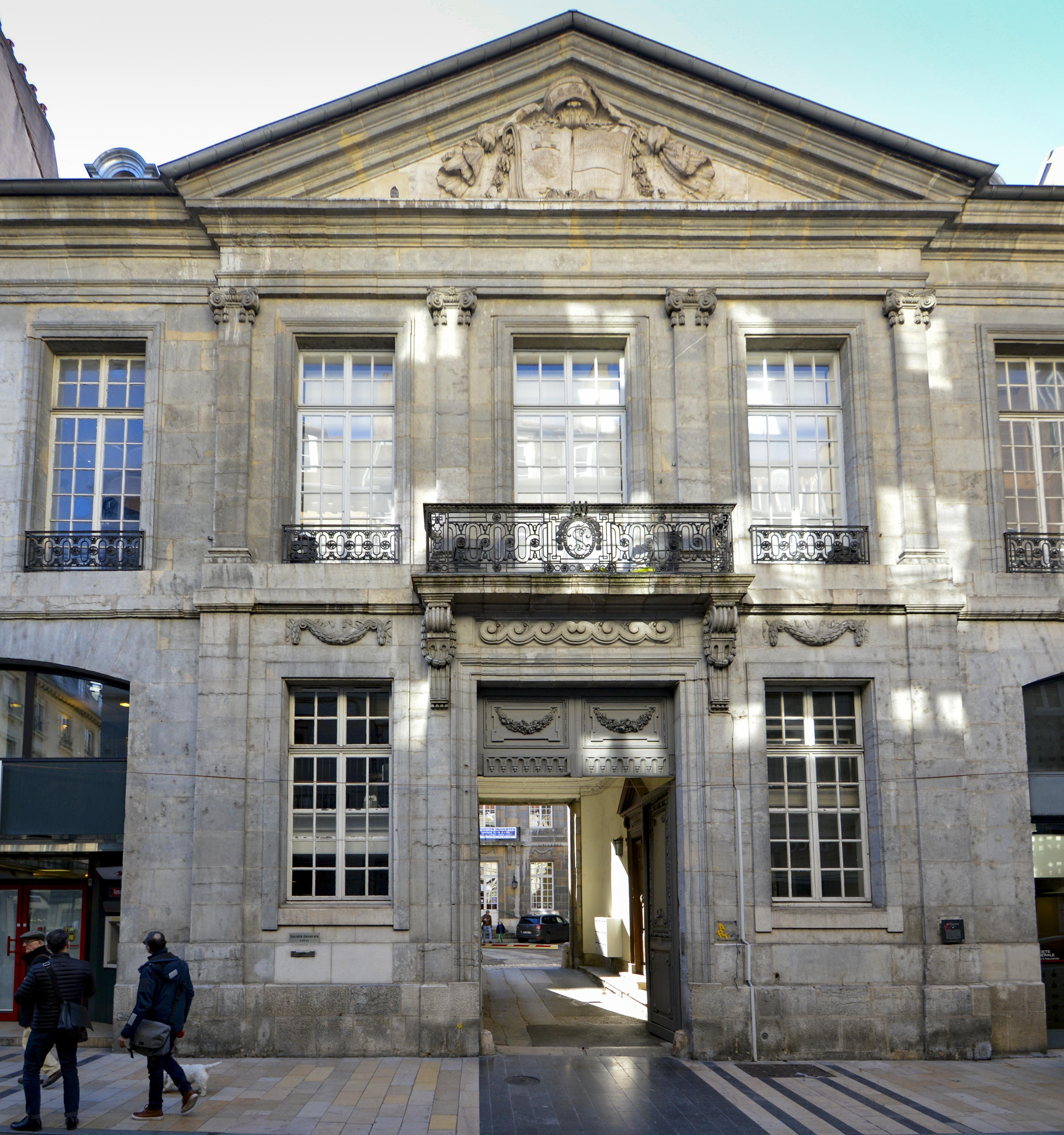
Hôtel Terrier de Santans in Besançon

Das Hôtel Terrier de Santans in Besançon, einer Stadt im Département Doubs in  der französischen Region Bourgogne-Franche-Comté, ist ein Hôtel particulier aus dem 18. Jahrhundert, das sich an der Adresse Grande Rue Nr. 68 befindet. Erste Teile des Gebäudes wurden 1938 unter Denkmalschutz gestellt. Weitere Teile folgten 1984 und 2005, ehe das Hôtel am 21. Juni 2010 komplett als Monument historique geschützt wurde.

## Geschichte
Das Hôtel Terrier de Santans wurde zwischen 1770 und 1772 für François-Félix-Bernard Terrier de Santans nach Plänen des Architekten Claude-Joseph-Alexandre Bertrand erbaut. Der junge Architekt wurde unterstützt von dem Pariser Kollegen Jean-François Chalgrin. Auf der ersten Etage sind noch Räume mit der originalen Täfelung und den Stuckdecken erhalten geblieben. Zwischen 1890 und 1902 erfolgten im Erdgeschoss größere Umbauten, da eine Bankfiliale darin eingerichtet wurde. Seit 1954 wird ein Teil des Gebäudes als private Grundschule genutzt.

## Architektur
Der Stadtpalast mit einer 28 Meter langen Straßenfassade besitzt einen zentralen Innenhof und eine steinerne Ehrentreppe im Nordwest-Flügel. Im rückwärtigen Teil des Grundstücks befand sich ursprünglich ein Garten, der bei der Einrichtung eines Fabrikgebäudes im 19. Jahrhundert verschwand. Dieses Gebäude wurde inzwischen abgerissen und ein Hof gestaltet.